# Classification des algèbres de Clifford
En mathématiques, en particulier dans la théorie des formes quadratiques non dégénérées sur les espaces vectoriels réels et complexes, les algèbres de Clifford de dimension finie ont été complètement classées. Dans chaque cas, l'algèbre de Clifford est isomorphe à une algèbre de matrices sur ℝ, ℂ ou ℍ (les quaternions), ou à une somme directe de deux de ces algèbres, mais pas de manière canonique.
Notation et conventions. Dans cet article, nous utiliserons la convention de signe (+) pour la multiplication de Clifford, c’est-à-dire
{\displaystyle \forall v\in V,\quad v^{2}=Q(v),}
où Q est la forme quadratique sur l'espace vectoriel V. Nous désignerons par K(n) l'algèbre de matrices n×n à coefficients dans l'algèbre à division K. La somme directe des algèbres sera désignée par K2(n) = K(n)⊕K(n). 

## Le cas complexe
Le cas complexe est particulièrement simple : chaque forme quadratique non dégénérée sur un espace vectoriel complexe est équivalente à la forme diagonale standard
{\displaystyle Q(u)=u_{1}^{2}+u_{2}^{2}+\cdots +u_{n}^{2}}
où n = dim V, donc, il existe essentiellement une seule algèbre de Clifford dans chaque dimension. Nous noterons l'algèbre de Clifford sur ℂn avec la forme quadratique standard par Cℓn(ℂ).
Il existe deux cas séparés à considérer, suivant que n est pair ou impair.
Lorsque n est pair, l'algèbre Cℓn(ℂ) est centrale simple et donc, par le théorème d'Artin-Wedderburn est isomorphe à l'algèbre de matrice sur ℂ.
Lorsque n est impair, le centre inclut non seulement les scalaires mais aussi les pseudoscalaires (éléments de degré n). Nous pouvons toujours trouver un pseudoscalaire normalisé ω tel que ω2=1. Définissons les opérateurs
{\displaystyle P_{\pm }={\frac {1}{2}}(1\pm \omega )}.
Ces deux opérateurs forment un ensemble complet d'éléments idempotents orthogonaux, et puisqu'ils sont centraux, ils donnent une décomposition de Cℓn(ℂ) en une somme directe de deux algèbres
{\displaystyle C\ell _{n}(\mathbb {C} )=C\ell _{n}^{+}(\mathbb {C} )\oplus C\ell _{n}^{-}(\mathbb {C} )} où {\displaystyle C\ell _{n}^{\pm }(\mathbb {C} )=P_{\pm }C\ell _{n}(\mathbb {C} )}.
Les algèbres Cℓn±(ℂ) sont simplement les espaces propres positifs et négatifs de ω et les P± sont simplement les opérateurs de projection. Puisque ω est impair, ces algèbres sont mélangées par {\displaystyle \alpha \,} :
{\displaystyle \alpha (C\ell _{n}^{\pm }(\mathbb {C} ))=C\ell _{n}^{\mp }(\mathbb {C} )}.
et par conséquent isomorphes (puisque {\displaystyle \alpha \,} est un automorphisme). Ces deux algèbres isomorphes sont chacune simple centrale et donc, de nouveau, isomorphes à une algèbre de matrices sur ℂ. Les tailles de ces matrices peuvent être déterminées à partir du fait que la dimension de Cℓn(ℂ) est 2n. Ce que nous obtenons alors, c'est la table suivante :
| n    | {\displaystyle C\ell _{n}(\mathbb {C} )\,}                      |
| 2m   | {\displaystyle \mathbb {C} (2^{m})\,}                           |
| 2m+1 | {\displaystyle \mathbb {C} (2^{m})\oplus \mathbb {C} (2^{m})\,} |

La sous-algèbre paire de Cℓn±(ℂ) est (non canoniquement) isomorphe à Cℓn-1±(ℂ). Lorsque n est pair, les sous-algèbres paires peuvent être identifiées avec les matrices diagonales par blocs (lorsqu'elles sont séparées en blocs 2×2). Lorsque n est impair, les sous-algèbres paires sont ces éléments de ℂ(2m)⊕ℂ(2m) pour lesquels les deux facteurs sont identiques. En rassemblant l'une et l'autre pièce, cela donne un isomorphisme avec Cℓn-1(ℂ)≃ℂ(2m).

## Le cas réel
Le cas réel est légèrement plus compliqué, exhibant une périodicité 8 plutôt que 2. Chaque forme quadratique non dégénérée sur un espace vectoriel réel est équivalente à la forme diagonale standard :
{\displaystyle Q(u)=u_{1}^{2}+\cdots +u_{p}^{2}-u_{p+1}^{2}-\cdots -u_{p+q}^{2}}
où n = p + q est la dimension de l'espace vectoriel. La paire d'entiers (p, q) est appelée la signature de la forme quadratique. L'espace vectoriel réel avec cette forme quadratique est souvent noté ℝp,q. L'algèbre de Clifford sur ℝp,q est notée Cℓp,q(ℝ). 
Une base orthonormale standard {ei} pour ℝp,q consiste en n = p + q vecteurs mutuellement orthogonaux, dont p de norme +1 et q de norme -1. L'algèbre Cℓp,q(ℝ) aura par conséquent p vecteurs dont le carré sera +1 et q vecteurs dont le carré sera -1. L'unité pseudoscalaire dans Cℓp,q(ℝ) est définie par
{\displaystyle \omega =e_{1}e_{2}\cdots e_{n}.}
Le carré d' {\displaystyle \omega \,} est donné par
{\displaystyle \omega ^{2}=(-1)^{n(n-1)/2}(-1)^{q}=(-1)^{(p-q)(p-q-1)/2}={\begin{cases}+1&p-q\equiv 0,1\mod {4}\\-1&p-q\equiv 2,3\mod {4}.\end{cases}}}
À noter, à la différence du cas complexe, qu'il n'est pas toujours possible de trouver un pseudoscalaire dont le carré est +1.
La classification s'ensuit : si n est paire (de manière équivalente, si p - q est pair) l'algèbre Cℓp,q(ℝ) est simple centrale et donc est isomorphe à une algèbre de matrices sur ℝ ou ℍ par le théorème d'Artin-Wedderburn. Si n (ou p - q) est impair, alors l'algèbre n'est pas simple centrale mais possède plutôt un centre qui inclut les pseudoscalaires aussi bien que les scalaires. Si n est impair et ω2=+1 alors, comme dans le cas complexe, l'algèbre Cℓp,q(ℝ) se décompose en une somme directe d'algèbres isomorphes
{\displaystyle C\ell _{p,q}(\mathbb {R} )=C\ell _{p,q}^{+}(\mathbb {R} )\oplus C\ell _{p,q}^{-}(\mathbb {R} ).}
Chacune est simple centrale et donc isomorphe à l'algèbre de matrice sur ℝ ou ℍ. Si n est impair et ω2=+1 alors le centre de Cℓp,q(ℝ) est isomorphe à ℂ et peut être considéré comme une algèbre complexe. Comme une algèbre complexe, elle est simple centrale et donc isomorphe à une algèbre de matrice sur ℂ.
Tout indique qu'il existe trois propriétés qui déterminent la classe de l'algèbre Cℓp,q(ℝ) :
- n est pair/impair ;
- ω2 = ±1 ;
- la classe de Brauer de l'algèbre (n pair) ou de la sous-algèbre paire (n impair) est ℝ ou ℍ.

Chacune de ces propriétés dépend seulement de la signature p - q modulo 8. La table de classification complète est donnée ci-dessous. La taille des matrices est déterminée par la condition que Cℓp,q(ℝ) ont une dimension 2p+q.
| p - q mod 8 | {\displaystyle \omega ^{2}\,} | {\displaystyle \mathbb {R} ^{p,q}\,} (p+q = 2m) | p - q mod 8 | {\displaystyle \omega ^{2}\,} | {\displaystyle \mathbb {R} ^{p,q}\,} (p+q = 2m + 1)                 |
| 0           | +                             | {\displaystyle \mathbb {R} (2^{m})\,}           | 1           | +                             | {\displaystyle \mathbb {R} (2^{m})\oplus \mathbb {R} (2^{m})\,}     |
| 2           | -                             | {\displaystyle \mathbb {R} (2^{m})\,}           | 3           | -                             | {\displaystyle \mathbb {C} (2^{m})\,}                               |
| 4           | +                             | {\displaystyle \mathbb {H} (2^{m-1})\,}         | 5           | +                             | {\displaystyle \mathbb {H} (2^{m-1})\oplus \mathbb {H} (2^{m-1})\,} |
| 6           | −                             | {\displaystyle \mathbb {H} (2^{m-1})\,}         | 7           | −                             | {\displaystyle \mathbb {C} (2^{m})\,}                               |

Ce qui suit est une table de cette classification pour p + q ≤ 8. Ici p + q est placé verticalement et p - q horizontalement (par ex. l'algèbre Cℓ1,3(ℝ)≃ℍ(2) est trouvée ligne 4, colonne - 2).
|                               | 8                                  | 7                                 | 6                                 | 5                                     | 4                                 | 3                                 | 2                                  | 1                                     | 0                                  | -1                                | -2                                | -3                                    | -4                                | -5                                | -6                                 | -7                                    | -8                                 |
| 0                             |                                    |                                   |                                   |                                       |                                   |                                   |                                    |                                       | {\displaystyle \mathbb {R} \,}     |                                   |                                   |                                       |                                   |                                   |                                    |                                       |                                    |
| 1                             |                                    |                                   |                                   |                                       |                                   |                                   |                                    | {\displaystyle \mathbb {R} ^{2}\,}    |                                    | {\displaystyle \mathbb {C} }      |                                   |                                       |                                   |                                   |                                    |                                       |                                    |
| 2                             |                                    |                                   |                                   |                                       |                                   |                                   | {\displaystyle \mathbb {R} (2)\,}  |                                       | {\displaystyle \mathbb {R} (2)\,}  |                                   | {\displaystyle \mathbb {H} \,}    |                                       |                                   |                                   |                                    |                                       |                                    |
| 3                             |                                    |                                   |                                   |                                       |                                   | {\displaystyle \mathbb {C} (2)\,} |                                    | {\displaystyle \mathbb {R} ^{2}(2)\,} |                                    | {\displaystyle \mathbb {C} (2)\,} |                                   | {\displaystyle \mathbb {H} ^{2}\,}    |                                   |                                   |                                    |                                       |                                    |
| 4                             |                                    |                                   |                                   |                                       | {\displaystyle \mathbb {H} (2)\,} |                                   | {\displaystyle \mathbb {R} (4)\,}  |                                       | {\displaystyle \mathbb {R} (4)\,}  |                                   | {\displaystyle \mathbb {H} (2)\,} |                                       | {\displaystyle \mathbb {H} (2)\,} |                                   |                                    |                                       |                                    |
| 5                             |                                    |                                   |                                   | {\displaystyle \mathbb {H} ^{2}(2)\,} |                                   | {\displaystyle \mathbb {C} (4)\,} |                                    | {\displaystyle \mathbb {R} ^{2}(4)\,} |                                    | {\displaystyle \mathbb {C} (4)\,} |                                   | {\displaystyle \mathbb {H} ^{2}(2)\,} |                                   | {\displaystyle \mathbb {C} (4)\,} |                                    |                                       |                                    |
| 6                             |                                    |                                   | {\displaystyle \mathbb {H} (4)\,} |                                       | {\displaystyle \mathbb {H} (4)\,} |                                   | {\displaystyle \mathbb {R} (8)\,}  |                                       | {\displaystyle \mathbb {R} (8)\,}  |                                   | {\displaystyle \mathbb {H} (4)\,} |                                       | {\displaystyle \mathbb {H} (4)\,} |                                   | {\displaystyle \mathbb {R} (8)\,}  |                                       |                                    |
| 7                             |                                    | {\displaystyle \mathbb {C} (8)\,} |                                   | {\displaystyle \mathbb {H} ^{2}(4)\,} |                                   | {\displaystyle \mathbb {C} (8)\,} |                                    | {\displaystyle \mathbb {R} ^{2}(8)\,} |                                    | {\displaystyle \mathbb {C} (8)\,} |                                   | {\displaystyle \mathbb {H} ^{2}(4)\,} |                                   | {\displaystyle \mathbb {C} (8)\,} |                                    | {\displaystyle \mathbb {R} ^{2}(8)\,} |                                    |
| 8                             | {\displaystyle \mathbb {R} (16)\,} |                                   | {\displaystyle \mathbb {H} (8)\,} |                                       | {\displaystyle \mathbb {H} (8)\,} |                                   | {\displaystyle \mathbb {R} (16)\,} |                                       | {\displaystyle \mathbb {R} (16)\,} |                                   | {\displaystyle \mathbb {H} (8)\,} |                                       | {\displaystyle \mathbb {H} (8)\,} |                                   | {\displaystyle \mathbb {R} (16)\,} |                                       | {\displaystyle \mathbb {R} (16)\,} |
|                               |                                    |                                   |                                   |                                       |                                   |                                   |                                    |                                       |                                    |                                   |                                   |                                       |                                   |                                   |                                    |                                       |                                    |
| {\displaystyle \omega ^{2}\,} | +                                  | -                                 | -                                 | +                                     | +                                 | -                                 | -                                  | +                                     | +                                  | -                                 | -                                 | +                                     | +                                 | -                                 | -                                  | +                                     | +                                  |

Il existe une toile embrouillée de symétrie et de relations dans la table ci-dessus. Par exemple, la table entière est symétrique par rapport à la colonne 1 (aussi bien que la colonne 5, -3 et -7). Se déplacer sur 4 emplacements dans n'importe quelle ligne donne une algèbre identique.

## Source de la traduction
- (en) Cet article est partiellement ou en totalité issu de l’article de Wikipédia en anglais intitulé « Classification of Clifford algebras » (voir la liste des auteurs).